# Систем свемирског лансирања
Систем свемирског лансирања или СЛС (енгл. Space Launch System), је супер-тешка ракета носач која је предвиђена од стране Националне ваздухопловне и свемирске администрације (НАСА). Ова ракета ће заменити „пензионисани“ Спејс шатл, и превозиће астронауте и терет до и ван ниске Земљине орбите.

## Пројектовање и развој
НАСА је у свом прелиминарном дизајну објавила да би Систем свемирског лансирања требало да буде „шатл-изведено“ возило. То значи да ће делови који су се користили у производњи Спејс шатла бити коришћени за производњу ове ракете. То укључује спољашњи резервоар, чврсте ракетне бустере и ракетне моторе типа РС-25. Систем свемирског лансирања ће у почетку моћи да носи између 70 и 100 тона у ниску Земљину орбиту, а касније уз додатак нивоа за напуштање Земљине орбите, ракета ће моћи понети и више од 130 тона. Астронаути ће се превозити унутар „Вишенаменског возила са посадом“ (енгл. Multi-Purpose Crew Vehicle).
Међутим, 14. септембра 2011 НАСА објављује коначни дизајн ове ракете. Директор Чарлс Болден је званично рекао да ће ова ракета одвести астронауте где људска нога никад није крочила, и поставити камен темељац за будуће напоре америчког истраживања свемира. За почетне летове СЛС ће користити језгро пречника 8,4 метара са три РС-25Д/Е мотора, горњи ниво пречника 8,4 метара са J-2X мотором и два 5-сегментна чврста ракетна бустера. Касније верзије ће користити пет РС-25Д/Е мотора, а ракетни бустери ће такоће бити појачани. Почетна верзија ће на изглед бити веома слична ракети Сатурн ИНТ-20, док ће крајња верзија бити слична прослављеној ракети, Сатурн V.

## Трошкови програма и критике
Током заједничке презентације НАСА-е и Сената утврђено је да ће трошкови за развој ове ракете износити око 18 милијарди долара кроз 2017-ту годину и то: 10 милијарди долара за СЛС,6 милијарди долара за Вишенаменско возило са посадом и 2 милијарде долара за изградњу лансирне рампе. 
Разни критичари су оценили како би новац за изградњу ове ракете било боље уложити у изградњу орбиталних складишта горива и надоградити већ постојеће ракете Делта IV и Фалкон Хеви